# Cantone di Coulonges-sur-l'Autize
Il Cantone di Coulonges-sur-l'Autize era una divisione amministrativa dell'arrondissement di Niort.
A seguito della riforma approvata con decreto del 18 febbraio 2014, che ha avuto attuazione dopo le elezioni dipartimentali del 2015, è stato soppresso.

## Composizione
Comprendeva i comuni di:
- Ardin
- Béceleuf
- Le Beugnon
- Le Busseau
- La Chapelle-Thireuil
- Coulonges-sur-l'Autize
- Faye-sur-Ardin
- Fenioux
- Puihardy
- Saint-Laurs
- Saint-Maixent-de-Beugné
- Saint-Pompain
- Scillé
- Villiers-en-Plaine